# Friedrich von Georgi

Friedrich Freiherr von Georgi als Generaloberst

Friedrich Robert Georgi, ab 1901 Edler von Georgi, ab 1912 Freiherr von Georgi, ab 1919 Friedrich Georgi (* 27. Jänner 1852 in Prag, Böhmen; † 23. Jänner 1926 in Wien) war k.k. Landesverteidigungsminister und ein Generaloberst der österreichisch-ungarischen k.u.k. Armee.

## Leben
Die Familie Georgi stammte ursprünglich aus Sachsen, deren erster bekannter Vorfahre Hans Görge war und bis 1692 lebte. In den Adelsstand wurde der spätere General erst zu Beginn des 20. Jahrhunderts erhoben. Als Sohn eines pensionierten Obersten war er für eine militärische Laufbahn vorbestimmt.

### Ausbildung und Karriere vor dem Krieg
Nachdem er das Kadetteninstitut in Hainburg besuchte, absolvierte Georgi erfolgreich die Theresianische Militärakademie in Wiener Neustadt, und wurde schließlich am 1. September 1871 als Leutnant zum Feldjägerbataillon Nr. 6 abkommandiert. Zum Oberleutnant wurde er im Mai 1877 befördert. Von 1879 bis 1881 besuchte er die k.u.k. Kriegsschule in Wien, gefolgt vom Dienst als Generalstabsoffizier bei der 5. Gebirgsbrigade während des Aufstandes 1882 in der Herzegowina. Nach diesem Einsatz wurde der Oberleutnant mit der „Allerhöchsten belobenden Anerkennung“ ausgezeichnet, was ihm später auch noch einen Orden einbrachte. Nach diesen zwei Jahren im Generalstab und im Landesbeschreibungsbüro versah er bis 1890 Truppendienst abermals beim Feldjägerbataillon Nr. 6 sowie beim k.u.k. Infanterieregiment Nr. 27. Während dieser Zeit wurde er am 1. Mai 1884 zum Hauptmann 2. Klasse und am 1. November 1885 zum Hauptmann 1. Klasse befördert.
Am 17. März 1891 wurde Georgi zum Generalstabschef der 15. Infanteriedivision berufen, kurz gefolgt von seiner Ernennung zum Major am 1. Mai 1891. Im Februar 1893 erhielt er einen Posten als Lehrer am Stabsoffizierskurs, wo er es bis zum Präsidenten der Kommission zur Beurteilung der Stabsoffiziersaspiranten schaffte, den er dann bis 1898 bekleidete, nur kurz unterbrochen durch den Truppendienst beim Infanterieregiment Nr. 100. In der Zwischenzeit avancierte er am 1. Mai 1894 zum Oberstleutnant, sowie am 31. Dezember 1896 zum Oberst. In den Jahren 1898 bis 1903 war er Vorstand der 10. Abteilung im Kriegsministerium. Während dieser Zeit erhielt er von all seinen Kommandeuren ein hohes Maß an Anerkennung. Besonders General Albori und der Chef des Generalstabes der Armee Beck stellten ihm hervorragende Zeugnisse aus. Eines seiner Talente bestand darin, völlig neue Situationen schnell und erfolgreich meistern zu können. Darüber hinaus gab er durch seine Persönlichkeit sowohl Vorgesetzten als auch Untergebenen das Gefühl, dass sie sich bedingungslos auf ihn verlassen könnten.
Aufgrund seiner 30 Jahre Dienstzeit als Offizier und einem teilgenommenen Feldzug am Balkan wurde Georgi am 1. November 1901 mit dem Prädikat Edler von in den Adelsstand erhoben. Im Frühling 1903 übernahm er das Kommando über die 42. Landwehr Infanteriebrigade, kurz gefolgt von seiner Beförderung zum Generalmajor am 2. Mai 1903. Am 18. Juli 1906 erhielt er den Posten eines Sektionschefs im k.k. Ministerium für Landesverteidigung. Bald darauf wurde er auch bekannt für seine brillanten Reden, Memoranden und Reformvorschläge. Er war einer jener jungen und modern denkenden Generäle um den Erzherzog Franz Ferdinand und seinen ehemaligen Klassenkameraden in der Militärakademie und Nachfolger Becks als Generalstabschef der gesamten Armee, Conrad von Hötzendorf. Seine Ernennung zum Feldmarschallleutnant erhielt Georgi am 1. Mai 1907.
Noch im selben Jahr, am 1. Dezember, wurde er zum k.k. Landwehrminister ernannt, und war somit für sämtliche Territorialstreitkräfte der cisleithanischen Reichshälfte inklusive der k.k. Gendarmerie verantwortlich. Zu diesem Zeitpunkt stellte die Landwehr lediglich einen ungeliebten Anhang zur regulären k.u.k. Armee dar, die nur aus politischen Gründen als Gegenstück zur ungarischen Honvéd errichtet wurde und zunächst über ein geringes Budget, niedrigen Ausbildungsstatus und veraltetes Material verfügte. Der Feldmarschalleutnant ging nun an die Aufgabe, diesen Zustand zu ändern. Durch gekonnte Ansprachen vor dem Reichsrat war es ihm möglich, mehr Geld für seine Streitkräfte zu generieren, und war somit in der Lage, die Ausrüstung zu erneuern und eine eigenständige k.k. Artillerie und k.k. Kavallerie zu errichten. Um den Bildungsstand seiner Offiziere zu erhöhen, löste er 1912 die k.k. Kadettenschulen aus den bisherigen Strukturen heraus und gründete die k.k. Franz-Joseph-Militärakademie, welche die gleichen Qualitätsstandards wie die Theresianische Militärakademie bieten konnte. Des Weiteren begründete er die k.k. Militär-Oberrealschule für eine grundlegende Ausbildung.
Zusammen mit seinem Freund Conrad von Hötzendorf kreierte er noch die Landwehr-Gebirgstruppen, die speziell für den Kampf in höher gelegenen Regionen ausgebildet wurden. Nach langen und schwierigen Verhandlungen mit den entsprechenden Instanzen konnte Georgi, der mittlerweile am 1. November 1911 (Rangdatum 2. Nov.) zum General der Infanterie befördert wurde, Gesetzesentwürfe für ein neues Wehr- und Landwehrgesetz einbringen. Beide Gesetze wurden am 5. Juli 1912 vom Kaiser unterzeichnet und brachte nun die Landwehr in vielen Belangen auf den gleichen Standard wie die gemeinsame k.u.k. Armee. Während des Krieges wurden Landwehreinheiten trotzdem als weniger zuverlässige Truppenkörper angesehen, was teilweise jedoch auch berechtigt war. Nicht alle Probleme konnten nämlich alleine mit vermehrten finanziellen Mitteln beseitigt werden. Im Jahr 1912 wurde er auch noch zum Oberstinhaber des Infanterieregiments Nr. 15 berufen, und am 9. September dieses Jahres in den Freiherrenstand erhoben. Als der Krieg nun begann, war es Georgi zu verdanken, dass die k.k. Landwehr viele in sie gesetzten Wünsche und Ziele erreichte, während die ungarische Honvéd noch hinterherhinkte.

### Erster Weltkrieg
Nach dem Ausbruch des Ersten Weltkrieges suchte Freiherr von Georgi um ein Kommando an der Front an, was ihm – auch in späterer Folge – jedoch aufgrund seiner Bedeutung auf seinem aktuellen Posten verweigert wurde. Während der folgenden Kriegsjahre wurde sein außergewöhnliches Organisationstalent des Öfteren erkannt und auch gelobt. Ab 1915 war er Magistral-Großkreuz-Ritter des Souveränen Malteserordens. Am 6. Mai 1916 wurde er zum Generaloberst befördert. Nach dem Mord am österreichischen Ministerpräsidenten Stürgkh im Oktober 1916 wurde er sogar von Conrad von Hötzendorf neben anderen Personen für diesen Posten vorgeschlagen. Der Chef des Generalstabes forderte für dieses Amt einen tatkräftigen, verständigen, parteilosen, nach keiner Seite verpflichteten Mann mit geradem Sinn und organisatorischer Begabung. Georgi zeigte auch sehr großes Engagement für die medizinische Versorgung von verwundeten Soldaten, für das er auch mehrfach ausgezeichnet wurde.
Da er als begabter und erfolgreicher Bürokrat in seiner Position bekannt war, war er eine der wenigen Personen, die von Kaiser Karl gebeten wurden, auf ihrem Posten als Minister zu bleiben. Am 31. März 1917 wurde er zum Ehrenbürger der Stadt Leitmeritz ernannt, und im gleichen Jahr wurde er vom Kaiser als lebenslanges Mitglied ins Herrenhauses, das Oberhaus im Reichsrat, berufen. Erst mit dem Ende des Kabinetts von Ministerpräsident Clam-Martinic im Sommer 1917 war seine Karriere als Minister der k.k. Landwehr zu Ende; sein Nachfolger als Minister wurde per 23. Juni 1917 General Czapp von Birkenstetten.
Da Generaloberst Georgi, schon 66 Jahre alt, keine Chance mehr auf ein Kommando im Felde sah, bat er 1918 den Kaiser, zur Disposition gestellt zu werden. Er entfernte sich auch aus der politischen Szene und ließ sich nach dem Krieg in Wien nieder, wo er im Juni 1926 starb.
Im Jahr 1940 wurde in Wien-Floridsdorf (21. Bezirk) die Georgistraße nach ihm benannt.

## Auszeichnungen
- Militär-Verdienstmedaille in Bronze (später mit Schwertern) im Jahr 1890
- Österreichisches Militärverdienstkreuz im Oktober 1898
- Orden der Eisernen Krone, III. Klasse im Januar 1903 für seine Dienste im Kriegsministerium
- Ernennung zum Geheimen Rat am 4. August 1908
- Preußischer Roter Adlerorden im Jahr 1908
- Orden der Eisernen Krone, I. Klasse am 9. März 1909
- Bulgarischer St. Alexander-Orden, I. Klasse im Oktober 1912
- Preußisches Eisernes Kreuz II. und I. Klasse im Jahr 1914
- Großkreuz des bayerischen Militärverdienstordens mit Schwertern im Jahr 1914
- Großkreuz des Leopold-Ordens am 12. August 1913, mit dazugehöriger Kriegsdekoration am 10. August 1916
- Militärverdienstkreuz I. Klasse am 3. Februar 1915
- Ehrenzeichen für Verdienste um das Rote Kreuz mit Kriegsdekoration am 8. März 1915
- Große Militär-Verdienstmedaille in Gold am 25. November 1916
- Großkreuz des Ordens der Württembergischen Krone mit Schwertern im Jahr 1916
- Marianerkreuz des Deutschen Ritterorden im Jahr 1916
- Preußische Rote Kreuz-Medaille im Jahr 1916
- Ottomanischer Mecidiye-Orden I. Klasse im Jahr 1916
- Großkreuz des sächsischen Albrechts-Orden mit goldenem Stern und Schwertern im Jahr 1917
- Ottomanischer Eiserner Halbmond im Jahr 1917
- Ottomanische Imtiaz Medaille in Gold im Jahr 1917

## Familie
Er heiratete 1878 Berta Stamm (1855–1938). Sie hatten vier gemeinsame Kinder, von denen zwei im Kindesalter starben. Der Sohn Karl Franz (1893–1975) arbeitete in der Militärverwaltung, die Tochter Wilhelmina (1879–1954) war die Frau von Eugen Kubinzky (1870–1948), einem Prager jüdischen Geschäftsmann und Gutsbesitzer. Nach der Besetzung Prags durch die Nationalsozialisten 1939 gingen sie ins Ausland.
Friedrichs jüngere Brüder, Franz Emil (1855–1933) und Karl Emanuel (1858–1926), dienten ebenfalls in der österreichisch-ungarischen Armee, erreichten beide den Rang eines Generals und wurden ebenfalls in den Adelsstand erhoben. 